# Эйцен
Эйцен (англ. Eitzen) — город в округе Хьюстон, штат Миннесота, США. На площади 1,5 км² (1,5 км² — суша, водоёмов нет), согласно переписи 2002 года, проживают 229 человек. Плотность населения составляет 152,3 чел./км².
- Телефонный код города — 507
- Почтовый индекс — 55931
- FIPS-код города — 27-18368[1]
- GNIS-идентификатор — 0643220[2]